# Invitation au supplice
Invitation au Supplice (en russe : Приглашение на казнь, Priglašenie na kaznʹ) est un roman de l'écrivain Vladimir Nabokov, publié pour la première fois en 1938 par la maison d'éditions Dom Knigi, à Paris. Il était d'abord paru sous forme de feuilletons dans le périodique Sovreménnye zapiski en 1935-36.

## Résumé
Dans un régime totalitaire que l'on devine être l'Union soviétique (les noms en russe, la présence de samovar, voire la nature du crime reproché au principal protagoniste), Cincinnatus est enfermé en prison dans l'attente de l'exécution de la sentence prononcée contre lui, une condamnation à mort.
Dans un monde où le réel et l'imaginaire se mêlent jusqu'à ne plus savoir ce qui est théâtre (pantins et marionnettes sont des allusions récurrentes dans le livre) ou réalité, Nabokov côtoie un univers parfois kafkaïen, malgré le fait qu'il se défende d'avoir lu Kafka à cette période de sa vie. Le roman a été rédigé très vite pendant qu'il travaillait en parallèle sur Le Don, ce qui a mené certains analystes à décrire Invitation au Supplice comme une autre face du Don. Le récit en lui-même se développe sur plusieurs couches de sens, que l'on doit faire l'effort de quérir malgré l'apparente simplicité du récit. Récurrence des symboles, images scrupuleusement choisies et synesthésie nabokovienne nous guident dans le labyrinthe que représente la forteresse.
À noter que si le titre Invitation au supplice ne correspond pas tout à fait au titre original (qui signifierait en effet plutôt Invitation à la décapitation, ce qui a été conservé dans le titre anglais -Invitation to a Beheading, traduction par Dmitri Nabokov avec la participation de Vladimir Nabokov, éditions G.P.Putnam’s Sons, New York, 1959), le choix des traducteurs (notamment Jarl Priel, éditions Gallimard, Paris, 1960) à ce sujet a été effectué avec l'accord de Vladimir Nabokov. D'ailleurs il aurait aimé nommer son roman Priglachényé na kazn (Invitation à une exécution), mais ne l'a pas fait à cause de la répétition du suffixe (qui apparaîtrait également si le titre français était "Invitation à la Décapitation").

## Citations
- « D'une manière générale, le besoin de le faire [traduire ses romans en anglais]  s'accroît en proportion de la longueur du temps qui sépare le modèle de sa copie ; mais quand mon fils me fit vérifier la traduction de ce livre, et quand moi, après de nombreuses années, je dus relire l'original russe, je découvris avec soulagement qu'il ne me faudrait pas combattre de démon correcteur aux visées créatrices. », Vladimir Nabokov, à propos de Invitation au Supplice.